# Takeda Yohei
Takeda Yohei (武田 洋平, sinh ngày 30 tháng 6 năm 1987) là một cầu thủ bóng đá người Nhật Bản thi đấu cho Nagoya Grampus.

## Thống kê sự nghiệp câu lạc bộ
Cập nhật đến ngày 23 tháng 2 năm 2018.
| Thành tích câu lạc bộ | Thành tích câu lạc bộ | Thành tích câu lạc bộ | Giải vô địch | Giải vô địch | Cúp                   | Cúp                   | Cúp Liên đoàn | Cúp Liên đoàn | Khác    | Khác      | Tổng cộng | Tổng cộng |
| Mùa giải              | Câu lạc bộ            | Giải vô địch          | Số trận      | Bàn thắng    | Số trận               | Bàn thắng             | Số trận       | Bàn thắng     | Số trận | Bàn thắng | Số trận   | Bàn thắng |
| Nhật Bản              | Nhật Bản              | Nhật Bản              | Giải vô địch | Giải vô địch | Cúp Hoàng đế Nhật Bản | Cúp Hoàng đế Nhật Bản | J. League Cup | J. League Cup | Khác1   | Khác1     | Tổng cộng | Tổng cộng |
| --------------------- | --------------------- | --------------------- | ------------ | ------------ | --------------------- | --------------------- | ------------- | ------------- | ------- | --------- | --------- | --------- |
| 2006                  | Shimizu S-Pulse       | J1 League             | 0            | 0            | 0                     | 0                     | 0             | 0             | –       | –         | 0         | 0         |
| 2007                  | Shimizu S-Pulse       | J1 League             | 0            | 0            | 0                     | 0                     | 0             | 0             | –       | –         | 0         | 0         |
| 2008                  | Shimizu S-Pulse       | J1 League             | 0            | 0            | 0                     | 0                     | 0             | 0             | –       | –         | 0         | 0         |
| 2009                  | Shimizu S-Pulse       | J1 League             | 0            | 0            | 0                     | 0                     | 0             | 0             | –       | –         | 0         | 0         |
| 2010                  | Shimizu S-Pulse       | J1 League             | 4            | 0            | 1                     | 0                     | 2             | 0             | –       | –         | 7         | 0         |
| 2011                  | Shimizu S-Pulse       | J1 League             | 0            | 0            | –                     | –                     | 0             | 0             | –       | –         | 0         | 0         |
| 2011                  | Albirex Niigata       | J1 League             | 4            | 0            | 0                     | 0                     | 2             | 0             | –       | –         | 6         | 0         |
| 2012                  | Gamba Osaka           | J1 League             | 0            | 0            | 6                     | 0                     | 1             | 0             | –       | –         | 7         | 0         |
| 2013                  | Cerezo Osaka          | J1 League             | 1            | 0            | 1                     | 0                     | 0             | 0             | –       | –         | 2         | 0         |
| 2014                  | Oita Trinita          | J2 League             | 41           | 0            | 0                     | 0                     | –             | –             | –       | –         | 41        | 0         |
| 2015                  | Oita Trinita          | J2 League             | 33           | 0            | 0                     | 0                     | –             | –             | 2       | 0         | 35        | 0         |
| 2016                  | Nagoya Grampus        | J1 League             | 7            | 0            | 0                     | 0                     | 2             | 0             | –       | –         | 9         | 0         |
| 2017                  | Nagoya Grampus        | J2 League             | 9            | 0            | 1                     | 0                     | –             | –             | 2       | 0         | 12        | 0         |
| Tổng                  | Tổng                  | Tổng                  | 99           | 0            | 9                     | 0                     | 7             | 0             | 4       | 0         | 119       | 0         |

1Bao gồm J1 Playoffs and J2/J3 Playoffs.